# Herina frondescentiae
Herina frondescentiae – gatunek muchówki z rodziny Ulidiidae i podrodziny Otitinae.
Gatunek ten opisany został w 1758 roku przez Karola Linneusza jako Musca frondescentiae.
Muchówkę tą cechuje wzór na skrzydłach złożony z czterech pasków poprzecznych, zlanych ze sobą tak że tworzą kształt zbliżony do "U" i "П". Samice mają najwyżej 3,5 raza dłuższy niż szerszy ósmy tergosternit oraz owalne przysadki odwłokowe. Ich spermatekę cechuje podłużno-owalny kształt. Narządy rozrodcze samców wyróżniają wygięte pośrodku surstyli, z których każdy zaopatrzony jest w trzy prensisetae osadzone pośrodku i dwie osadzone w części środkowo-nasadowej.
Owad ten notowany jest z Bliskiego Wschodu, Albanii, Andory, Austrii, Belgii, Chorwacji, Czech, Danii, Estonii, Finlandii, Francji, Grecji, Hiszpanii, Holandii, Irlandii, Litwy, Łotwy, Niemiec, Norwegii, Polski, Rumunii, Rosji, Słowacji, Szwecji, Szwajcarii, Ukrainy, Węgier, Wielkiej Brytanii i Włoch.